# همه‌پرسی تغییر نظام انتخاباتی در بریتانیا
همه‌پرسی تغییر نظام انتخاباتی در بریتانیا به منظور تغییر روش انتخاب نمایندگان مجلس عوام از اکثریت ساده به روش بدیل در پنج‌شنبه ۵ مهٔ ۲۰۱۱ برگزار شد. برگزاری این همه‌پرسی از شروط اصلی حزب لیبرال دموکرات در ائتلاف با حزب محافظه‌کار برای تشکیل دولت پس از انتخابات سراسری ۲۰۱۰ بود. همه‌پرسی از مردم می‌پرسید که آیا روش کنونی نخست‌نفری با روش حذفی دوری جایگزین شود یا خیر. رأی‌دهندگان این پیشنهاد را رد کردند.
میزان مشارکت مردم ۴۲٫۲٪ بود که ۶۸٪ خیر گفتند و ۳۲٪ آری. فقط در ۱۰ حوزهٔ انتخابیه از مجموع ۴۴۰ حوزه، بالای ۵۰ درصد رأی‌دهندگان آری گفته بودند، متشکل از ۶ حوزه در لندن و حوزه‌های آکسفورد و کیمبریج و نیز حوزه‌های مرکزی ادینبرو و کلوین گلاسگو در اسکاتلند.
ایان مک‌لین، دانشمند علوم سیاسی، این همه‌پرسی را «مشاجرهٔ عمومی بدخلقان و ناآگاهان» خواند.